# Orthemis attenuata
Orthemis attenuata – gatunek ważki z rodziny ważkowatych (Libellulidae). Występuje na terenie Ameryki Południowej.